# Mesophalera mindanaensis
Mesophalera mindanaensis är en fjärilsart som beskrevs av Alexander Schintlmeister 1993. Mesophalera mindanaensis ingår i släktet Mesophalera och familjen tandspinnare. Inga underarter finns listade i Catalogue of Life.